# Jean-Christophe Portes
Pour les articles homonymes, voir Portes.
Jean-Christophe Portes, né le 21 mars 1966 à Rueil-Malmaison, est un journaliste, réalisateur de documentaires et écrivain français,.

## Biographie
Jean-Christophe Portes fait des études à l'École nationale supérieure des arts décoratifs de Paris, section cinéma-vidéo-animation. Il fait son service militaire à l'ECPA. Après des débuts en tant que monteur dans l’audiovisuel d’entreprise, il s’oriente vers la télévision où il travaille d'abord comme JRI,..
Il collabore au Journal de la santé sur France 5, puis à des émissions d’enquêtes et de reportages telles Envoyé spécial,,,, ou Reportages,, sur TF1. De 2002 à 2017, il réalise des grands reportages et des documentaires pour les principales chaînes de télévision française, dans lesquels il traite des sujets de société, santé, économie ou histoire. 
L'Affaire des corps sans tête, son premier roman, paraît en 2015. Il est le premier opus des Enquêtes de Victor Dauterive, une série de romans policiers historiques qui ont pour cadre la Révolution française à partir de 1791. Le héros est un jeune aristocrate qui a fui son milieu et renoncé à sa particule. Protégé au départ de La Fayette, il devient sous-lieutenant de la Gendarmerie nationale et traverse les grands événements et les personnages de l'époque, dont Louis XVI, Robespierre ou Olympe de Gouges. Les romans sont édités par City Éditions.
En 2015, la pédiatre Colette Brull-Ulmann qui a travaillé comme interne à l’hôpital Rothschild pendant la Seconde Guerre mondiale est le sujet de son documentaire Les Enfants juifs sauvés de l’hôpital Rothschild et de sa rencontre avec trois enfants de l’époque qu'elle a sauvés. Ensemble, ils écrivent Les Enfants du dernier salut, paru en 2017.
À partir de 2017 il se consacre uniquement à l'écriture.
En 2018 et 2021, il publie deux livres de témoignages inédits consacrés au pole judiciaire de la gendarmerie nationale, à Pontoise : "Les experts du crime", consacré à l'Institut de recherche criminelle de la Gendarmerie nationale, et "Les nouveaux experts du crime", consacré au Service central de renseignement criminel.
Minuit dans le jardin du manoir, son premier polar contemporain, paraît aux éditions du Masque en mars 2019 et obtient le prix du roman d'aventures 2020. Le deuxième volet de cette série, Le mystère du masque sacré, est récompensé en 2022 par le prix du masque de l'année français.

## Œuvres

### Série "Les enquêtes de Victor Dauterive"
Enquêtes policières à l'époque de la révolution (1791…)
1. L'Affaire des corps sans tête, Saint-Victor-d'Épine, City Éditions, 2015, 400 p.  (ISBN 978-2-8246-0668-2)[18],[19]
2. L'Affaire de l'Homme à l'Escarpin, Saint-Victor-d'Épine, City Éditions, 2016, 400 p.  (ISBN 978-2-8246-0862-4)[20],[21],[22]
3. La Disparue de Saint-Maur, City Éditions, 2017, 528 p.  (ISBN 978-28246-1099-3)[23],[24],[25],[26]
4. L'Espion des Tuileries, City Éditions, 2018, 392 p.  (ISBN 978-2-8246-1354-3)[27]
5. La Trahison des Jacobins, City Éditions, 2019, 448 p.  (ISBN 978-2-8246-1565-3)
6. L’Assassin de septembre, City Éditions, 2020, 480 p.  (ISBN 978-2-8246-1771-8)
7. La Femme aux doigts d'or, City Éditions, 2022, 304 p.  (ISBN 978-2-8246-2111-1)
8. La conspiration des royalistes, City Éditions, 2024, 304 p.  (ISBN 978-2824600048)

### Série "Lizzie et Mo"
- Oscar Wagner a disparu, Hugo Thriller, 2023, 380 p.  (ISBN 978-2755663570)
- Apocalypse Amerika, Hugo Thriller, 2024

### Série "Le groupe du manoir"
- Minuit dans le jardin du manoir, Éditions du Masque, 2019, 379 p.  (ISBN 978-2-7024-4914-1)[28]
- Le Mystère du masque sacré, Éditions du Masque, 2022

### Autres romans
- Intouchable, City Éditions, 2021

### Témoignages
- Les Enfants du dernier salut, City Éditions, 2017, 255 p.,  (ISBN 978-28246-1104-4), co-auteur avec Colette Brull-Ullmann[29],[30],[31]
- Les experts du crime, City Éditions, 2017
- Les nouveaux experts du crime, City Éditions, 2021

### Prix
[réf. nécessaire]
- Prix Lions club régional du premier roman 2016
- Prix Polar Saint-Maur en poche 2018
- Prix du roman d'aventures 2020 pour Minuit dans le jardin du manoir[32]
- Prix du masque de l'année français 2022 pour Le mystère du masque sacré

### Filmographie documentaires
- 2002 : Total Impro. 26 min[33]
- 2004 : Nés trop tôt ! 52 min[34],[35]
- 2005 : Mamoudzou, première maternité de France. 52 min[36]
- 2010 : Ça se passe près de chez vous. 31 min[37],[38]
- 2011 : Bricoleurs au grand cœur ! 52 min[39],[40]
- 2011 : La Face cachée des petites culottes. 52 min[41].
- 2012 : Magasins de sport, à fond la concurrence. 52 min[42],[43],[44]
- 2012 : Le Cachemire, affaire ou arnaque ? 52 min[45],[46],[47],[48].
- 2013 : Cartes de fidélité : fidèle un jour, fiché toujours. 52 min[49],[50],[51],[52]
- 2014 : Duel au sommet du capitalisme : Gérard Mestrallet / Henri Proglio. 52 min[53],[54],[55]
- 2015 : Autoroutes, parkings et stationnements : le grand profit. 52 min[56],[57],[58],[59],[60]
- 2015 : Les Enfants juifs sauvés de l’hôpital Rothschild. 52 min (avec Rémi Bénichou)[61],[62],[63],[64],[65],[66],[67]
- 2016 : A qui profite votre épargne ?[68],[69],[70],[71]
- 2017 : Logement, à qui profite la crise ?[72],[73],[74]